# La Serra (Perafita)
la Serra és una mas a mig camí de les poblacions de Perafita (Lluçanès) i Sant Boi de Lluçanès (Osona) inclosa a l'Inventari del Patrimoni Arquitectònic de Catalunya.

## Arquitectura
Edifici de dos pisos i golfes, de planta rectangular allargada format per dos habitatges que corresponen a la masia amb la masoveria. Els murs són de pedra i estan recoberts d'arrebossat. L'ordenació de la façana principal distingeix clarament dues fases constructives. La primera, a l'esquerra presenta un porta adovellada, un primer pis amb tres balcons i quatre finestres de golfes. La segona presenta dos pisos d'arcades, i tres ulls de bou. Les tres arcades del primer pis formen galeria mentre que les de la planta baixa correspon a una porta i dues finestres semicirculars. Hi ha diverses construccions annexes incorporades.
El paller de la Serra és un edifici de planta rectangular i teulat a doble vessant construït amb murs de pedres regulars i morter. Tancat per tres de les seves quatre cares, sols presenta dues obertures en forma d'arcada a la façana principal i diverses obertures a la part baixa, algunes de les quals han estat modificades. L'antigor de les obertures, les tres portes i les dues finestres ve donat pel material emprat en la llinda: tenen llinda de pedra les antigues, mentre que les de nova factura són de fusta. En una de les llindes de la planta baixa, sota de les dues arcades hi ha gravada la data de construcció: "1791".

## Història
La propietat d'aquesta casa era originàriament del bisbat de Vic, documentada segons paraules de Junyent (i l'amo de la casa), del 900-1000. La casa, molt més petita que l'actual, va ser comprada per la família de la Canal de Gombrèn per a poder-hi fer pastures. Degut diversos esdeveniments familiars la casa de la Serra passà a ser la masia i l'antiga masia la Canal de Gombrèn la masoveria. Algunes dates de construcció de l'edifici que conserven a la llinda són: 1715, 1736.